# Sporthochschule
Die Sporthochschule ist eine Hochschule mit Lehrschwerpunkten in den Bereichen Sport und Sportwissenschaften. Daneben kann das Fach Sportwissenschaft auch an Sportwissenschaftlichen Fakultäten größerer Universitäten studiert werden. 

## Sporthochschulen in Europa

### Deutschland
Die Deutsche Hochschule für Leibesübungen wurde als weltweit erste Sporthochschule 1920 von Carl Diem in Berlin gegründet. Von 1950 bis 1990 existierte in Leipzig die Deutsche Hochschule für Körperkultur (DHfK), eine der weltweit bekanntesten Sporthochschulen, die 1993 als Fakultät der Universität Leipzig wiedergegründet wurde. Die einzige heute in Deutschland existierende Sporthochschule ist die Deutsche Sporthochschule Köln.

### Italien
- die Universität Foro Italico (ehemals ISEF und IUSM Rom)

### Litauen
- die Sportakademie Litauens

### Norwegen
- die Norwegische Sporthochschule Oslo;

### Polen
Sporthochschulen werden in Polen Akademia Wychowania Fizycznego (AWF) genannt. Zusätzlich zu der polnischen führen sie alle eine englische Bezeichnung. Die AWF Warschau wurde in Polen 1929 gegründet.
- die Sporthochschule Breslau  (AWF Wrocław)
- die Sporthochschule Danzig (AWF Gdańsk)
- die Sporthochschule Krakau (AWF Kraków)
- die Sporthochschule Katowice (AWF Katowice)
- die Sporthochschule Posen (AWF Poznań)
- die Sporthochschule Warschau (AWF Warszawa)

### Russland
- die Sporthochschule Moskau und
- die Sporthochschule Welikije Luki

### Schweiz
Die Eidgenössische Hochschule für Sport Magglingen (ehemals: „Eidgenössische Turn- und Sportschule Magglingen (ETS)“) ist die einzige Sporthochschule der Schweiz, mit Sitz in Magglingen. Sie ist gleichzeitig Leistungszentrum der Spitzensportler, Ausbildungszentrum für die Leiter von Jugend + Sport und Zentrum für Sportmedizin.

## Sporthochschulen in Übersee

### Volksrepublik China
- die Sporthochschule Chengdu,
- die Sporthochschule Nanjing,
- die Sport-Universität Peking,
- die Sporthochschule Shanghai und
- die Sporthochschule Wuhan;

### Japan
- die Biwako-Seikei-Sporthochschule,
- die Sporthochschule Japan,
- die Sporthochschule Kanoya,
- die Sporthochschule Osaka,
- die Frauen-Sporthochschule Japan und
- die Frauen-Sporthochschule Tokio.